# Kallichore (měsíc)
Kallichore (IPA: /kəlɪkəri/ kə-LIK-ə-ree, řecký Καλλιχόρη) nebo též Jupiter XLIV, je retrográdní přirozený satelit Jupiteru. Byl objeven v roce 2003 skupinou astronomů z Havajské univerzity vedených Scottem S. Sheppardem a dostal prozatímní označení S/2003 J 11, platné do března 2005, kdy byl definitivně pojmenován.
Kallichore má v průměru asi ~2 km, jeho průměrná vzdálenost od Jupitera je 23,112 Mm, obletí jej každých 717,8 dnů, s inklinací 165° k ekliptice (164° k Jupiterovu rovníku) a excentricitou 0,2042. Kallichore patří do rodiny Carme.
Stejně jako ostatní Jupiterovy měsíce je pojmenován podle postavy z řecké mytologie. Kallichore je v ní dcera boha Dia a vychovatelka boha Dionýsa.